# Grande Prêmio do Japão de 2015
O Grande Prêmio do Japão de 2015 (formalmente denominado 2015 Formula 1 Japanese Grand Prix) foi uma corrida de Fórmula 1 disputada em 27 de setembro de 2015 no Circuito de Suzuka, Suzuka, Japão. Foi décima quarta etapa da temporada de 2015.
O primeiro e no segundo treino livre ocorreram sob chuva.
Lewis Hamilton foi o vencedor e chega na 41º vitória de sua carreira e chega a igualar o número de vitórias de seu grande ídolo, Ayrton Senna.

## Pneus
- Commons

| Nome do composto | Cor | Banda de rolamento | Condições de Tempo | Dry Type                           | Aderência       | Longevidade  |
| ---------------- | --- | ------------------ | ------------------ | ---------------------------------- | --------------- | ------------ |
| Médio            |     | Slick (P Zero)     | Seco               | Medium                             | Médio           | Médio        |
| Duro             |     | Slick (P Zero)     | Seco               | Hard                               | Menos aderência | Mais durável |
| Intermediário    |     | Sulcos (Cinturato) | Molhado            | Intermediate (água não estagnante) | x               | x            |
| Chuva            |     | Sulcos (Cinturato) | Molhado            | Wet (água estagnante)              | x               | x            |

## Resultados

### Treino Classificatório
| Pos.                    | Nº | Piloto           | Construtor             | Q1       | Q2       | Q3       | Grid |
| ----------------------- | -- | ---------------- | ---------------------- | -------- | -------- | -------- | ---- |
| 1                       | 6  | Nico Rosberg     | Mercedes               | 1:33.015 | 1:32.632 | 1:32.584 | 1    |
| 2                       | 44 | Lewis Hamilton   | Mercedes               | 1:32.844 | 1:32.789 | 1:32.660 | 2    |
| 3                       | 77 | Valtteri Bottas  | Williams-Mercedes      | 1:34.326 | 1:33.416 | 1:33.024 | 3    |
| 4                       | 5  | Sebastian Vettel | Ferrari                | 1:34.431 | 1:33.844 | 1:33.245 | 4    |
| 5                       | 19 | Felipe Massa     | Williams-Mercedes      | 1:34.744 | 1:33.377 | 1:33.337 | 5    |
| 6                       | 7  | Kimi Räikkönen   | Ferrari                | 1:34.171 | 1:33.361 | 1:33.347 | 6    |
| 7                       | 3  | Daniel Ricciardo | Red Bull-Renault       | 1:34.399 | 1:34.153 | 1:33.497 | 7    |
| 8                       | 8  | Romain Grosjean  | Lotus-Mercedes         | 1:34.398 | 1:34.278 | 1:33.967 | 8    |
| 9                       | 11 | Sergio Pérez     | Force India-Mercedes   | 1:35.001 | 1:34.174 | S/Tempo  | 9    |
| 10                      | 26 | Daniil Kvyat     | Red Bull-Renault       | 1:34.646 | 1:34.201 | S/Tempo  | 20 3 |
| 11                      | 27 | Nico Hülkenberg  | Force India-Mercedes   | 1:35.328 | 1:34.390 |          | 14 1 |
| 12                      | 55 | Carlos Sainz Jr. | Toro Rosso-Renault     | 1:34.873 | 1:34.453 |          | 10   |
| 13                      | 13 | Pastor Maldonado | Lotus-Mercedes         | 1:34.796 | 1:34.497 |          | 11   |
| 14                      | 14 | Fernando Alonso  | McLaren-Honda          | 1:35.467 | 1:34.785 |          | 12   |
| 15                      | 33 | Max Verstappen   | Toro Rosso-Renault     | 1:34.522 | S/Tempo  |          | 18 2 |
| 16                      | 22 | Jenson Button    | McLaren-Honda          | 1:35.664 |          |          | 13   |
| 17                      | 9  | Marcus Ericsson  | Sauber-Ferrari         | 1:35.673 |          |          | 15   |
| 18                      | 12 | Felipe Nasr      | Sauber-Ferrari         | 1:35.760 |          |          | 16   |
| 19                      | 28 | Will Stevens     | Manor Marussia-Ferrari | 1:38.783 |          |          | 17   |
| Tempo dos 107%:1:39.343 |    |                  |                        |          |          |          |      |
| NQ                      | 53 | Alexander Rossi  | Manor Marussia-Ferrari | 1:47.114 |          |          | 19   |
| Fonte:                  |    |                  |                        |          |          |          |      |

Notas
↑1  – Nico Hülkenberg foi punido com três posições no grid de largada por causa do acidente com Felipe Massa durante o Grande Prêmio de Cingapura.
↑2  – Max Verstappen foi punido com a perda de três posições por parar o carro em um local perigoso no final do Q1.
↑3  – Daniil Kvyat largará dos boxes após o forte acidente sofrido no final do Q3.

### Corrida
| Pos.   | Nu. | Piloto           | Construtor             | Voltas | Tempo/Retirado | Grid | Pontos |
| ------ | --- | ---------------- | ---------------------- | ------ | -------------- | ---- | ------ |
| 1      | 44  | Lewis Hamilton   | Mercedes               | 53     | 1:28:06.508    | 2    | 25     |
| 2      | 6   | Nico Rosberg     | Mercedes               | 53     | +18.964        | 1    | 18     |
| 3      | 5   | Sebastian Vettel | Ferrari                | 53     | +20.850        | 4    | 15     |
| 4      | 7   | Kimi Räikkönen   | Ferrari                | 53     | +33.768        | 6    | 12     |
| 5      | 77  | Valtteri Bottas  | Williams-Mercedes      | 53     | +36.746        | 3    | 10     |
| 6      | 27  | Nico Hülkenberg  | Force India-Mercedes   | 53     | +55.559        | 13   | 8      |
| 7      | 8   | Romain Grosjean  | Lotus-Mercedes         | 53     | +1:12.298      | 8    | 6      |
| 8      | 13  | Pastor Maldonado | Lotus-Mercedes         | 53     | +1:13.575      | 11   | 4      |
| 9      | 33  | Max Verstappen   | Toro Rosso-Renault     | 53     | +1:35.315      | 17   | 2      |
| 10     | 55  | Carlos Sainz Jr. | Toro Rosso-Renault     | 52     | +1 volta       | 10   | 1      |
| 11     | 14  | Fernando Alonso  | McLaren-Honda          | 52     | +1 volta       | 12   |        |
| 12     | 11  | Sergio Pérez     | Force India-Mercedes   | 52     | +1 volta       | 9    |        |
| 13     | 26  | Daniil Kvyat     | Red Bull-Renault       | 52     | +1 volta       | 20   |        |
| 14     | 9   | Marcus Ericsson  | Sauber-Ferrari         | 52     | +1 volta       | 15   |        |
| 15     | 3   | Daniel Ricciardo | Red Bull-Renault       | 52     | +1 volta       | 7    |        |
| 16     | 22  | Jenson Button    | McLaren-Honda          | 52     | +1 volta       | 14   |        |
| 17     | 19  | Felipe Massa     | Williams-Mercedes      | 51     | +2 voltas      | 5    |        |
| 18     | 53  | Alexander Rossi  | Manor Marussia-Ferrari | 51     | +2 voltas      | 19   |        |
| 19     | 28  | Will Stevens     | Manor Marussia-Ferrari | 50     | +3 voltas      | 18   |        |
| 20     | 12  | Felipe Nasr      | Sauber-Ferrari         | 49     | +4 voltas      | 16   |        |
| Fonte: |     |                  |                        |        |                |      |        |

## Tabela do campeonato após a corrida
Somente as cinco primeiras posições estão incluídas nas tabelas.
| Pos | Piloto           | Pontos | Var |
| --- | ---------------- | ------ | --- |
| 1   | Lewis Hamilton   | 277    | 0   |
| 2   | Nico Rosberg     | 229    | 0   |
| 3   | Sebastian Vettel | 218    | 0   |
| 4   | Kimi Räikkönen   | 119    | 0   |
| 5   | Valtteri Bottas  | 111    | 0   |

| Pos | Construtor           | Pontos | Var |
| --- | -------------------- | ------ | --- |
| 1   | Mercedes             | 506    | 0   |
| 2   | Ferrari              | 337    | 0   |
| 3   | Williams-Mercedes    | 208    | 0   |
| 4   | Red Bull-Renault     | 139    | 0   |
| 5   | Force India-Mercedes | 77     | 0   |